# Cmentarz żydowski w Pławnie
Cmentarz żydowski w Pławnie – cmentarz społeczności żydowskiej niegdyś zamieszkującej Pławno. Powstał w XIX wieku i miał powierzchnię 1,8 ha. Został zniszczony podczas II wojny światowej i później. W maju 2023 r. cmentarz w Pławnie został ponownie zdewastowany. Rozbite zostały macewy tworzące lapidarium, co najmniej jedna uległa niemal całkowitemu zniszczeniu. Na nieogrodzonym terenie zachowały się jedynie fragmenty porozbijanych nagrobków.